# Vlajka Kurské oblasti

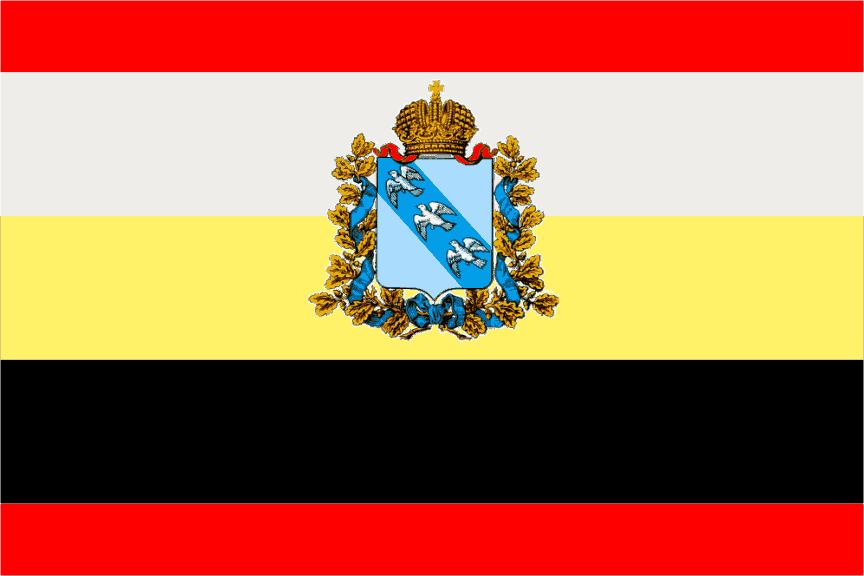
Vlajka Kurské oblasti
Poměr stran: 2:3

Vlajka Kurské oblasti, jedné z oblastí Ruské federace, je tvořena listem o poměru stran 2:3 s pěti vodorovnými pruhy – červeným, bílým, žlutým, černým a červeným, o poměru šířek 1:2:2:2:1 (nejisté, viz níže). Uprostřed vlajky, přes bílý a žlutý pruh, je položen znak oblasti.
Dodatek k zákonu o vlajce z roku 1996 obsahoval obrázek vlajky s pruhy 1:2:2:2:1, ale textový popis byl jiný: 2:1:1:1:2. Vlajka s těmito poměry se (zřejmě) i užívala a užívá, informace jsou však nejisté.

Varianta vlajky Kurské oblasti Poměr stran: 2:3

## Historie
Kurská oblast vznikla 13. června 1934, v sovětské éře neužívala oblast žádné vlastní symboly. 2. listopadu 1995 vznikla ústava oblasti, v které bylo v článku č. 8 stanoveno, že oblast má znak a vlajku. Vzhled symbolů byl stanoven zákonem č. 19-ZKO „O znaku a vlajce Kurské oblasti“ ze 17. prosince 1996, usnesením č. 175-20-PD oblastní dumy. Přílohou zákona byl dodatek s vyobrazením vlajky i znaku. Vlajka vstoupila v platnost 21. prosince 1996 otisknutím v Kurské pravdě č. 211 (21961).

## Vlajky okruhů a rajónů Kurské oblasti

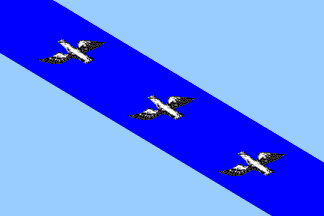
Kursk (11) Poměr stran: 2:3
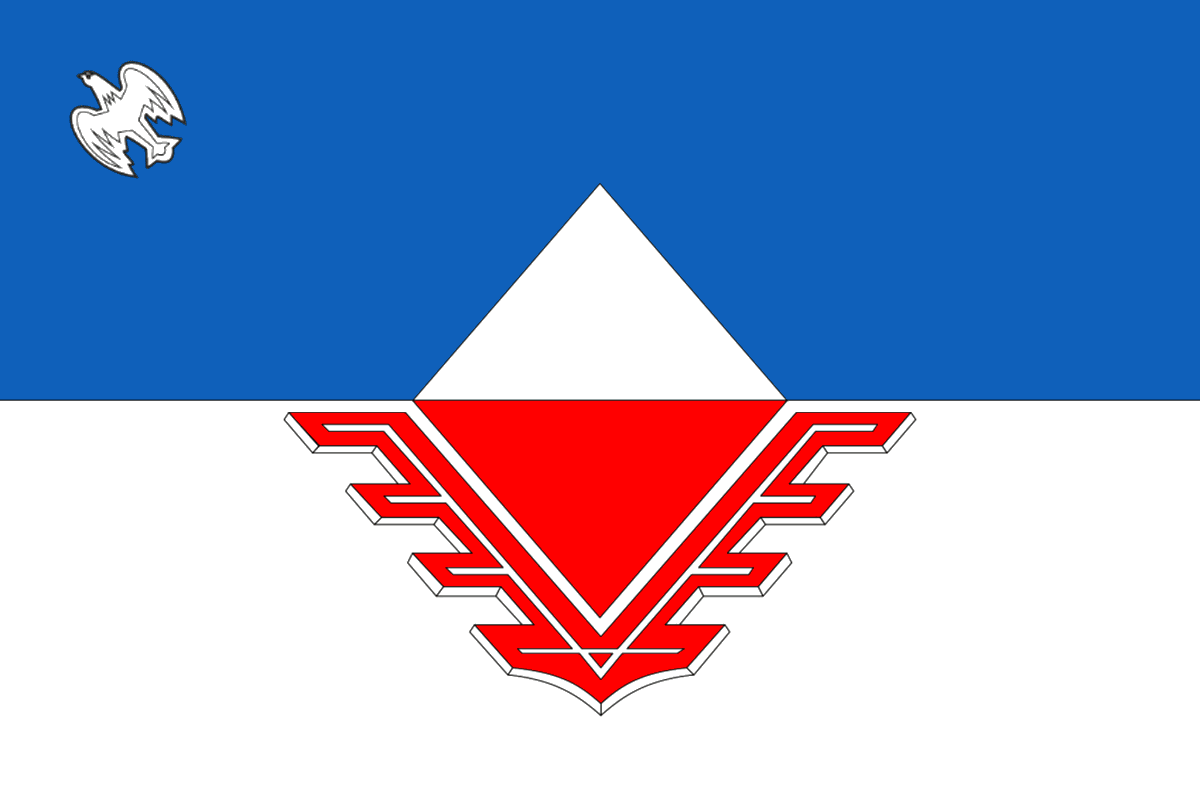
Železnogorsk (6) Poměr stran: 2:3
Kurčatov (12) Poměr stran: 1:2

Kurská oblast se člení na 5 městských okruhů a 28 rajónů. Seznam administrativních částí není kompletní.
Rajóny

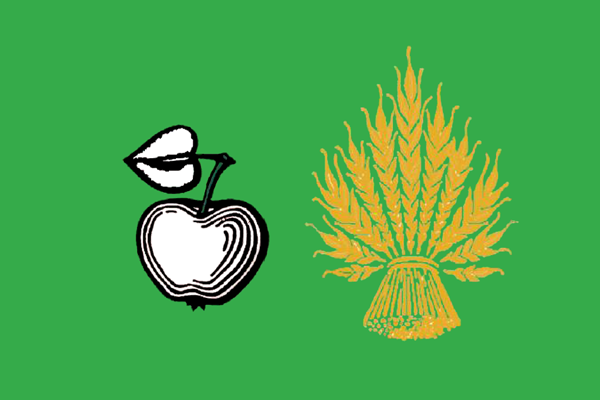
Bělovský rajón (1) Poměr stran: 2:3
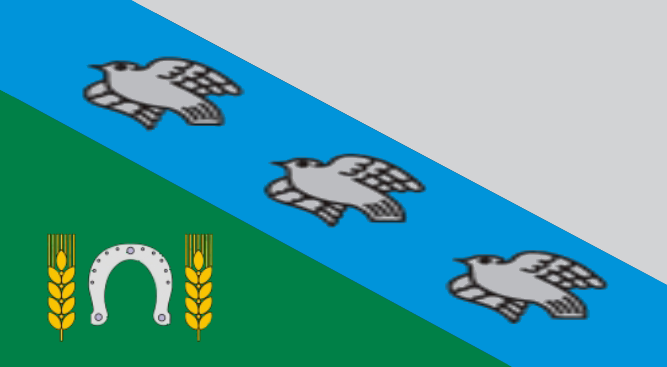
Konyšjovský rajón (9)
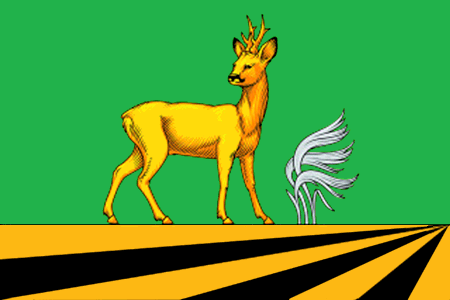
Medvěnský rajón (15) Poměr stran: 2:3
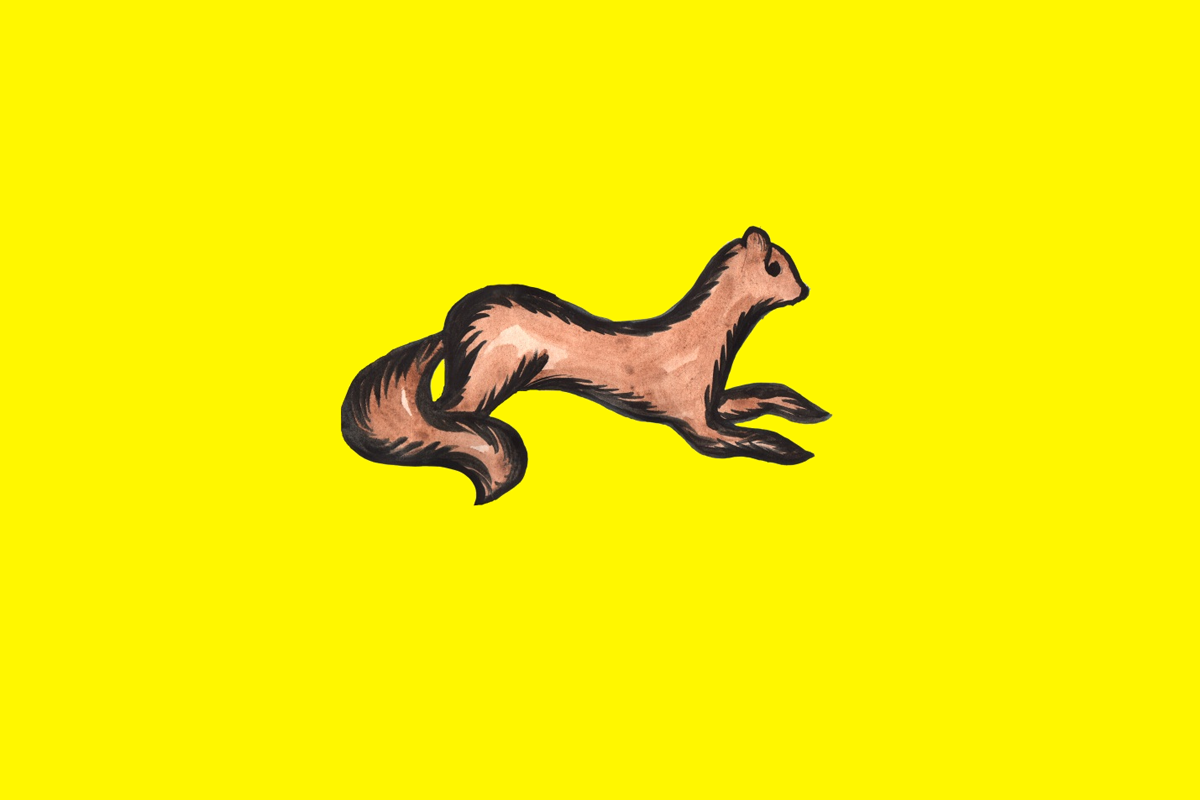
Obojanský rajón (16) Poměr stran: 2:3
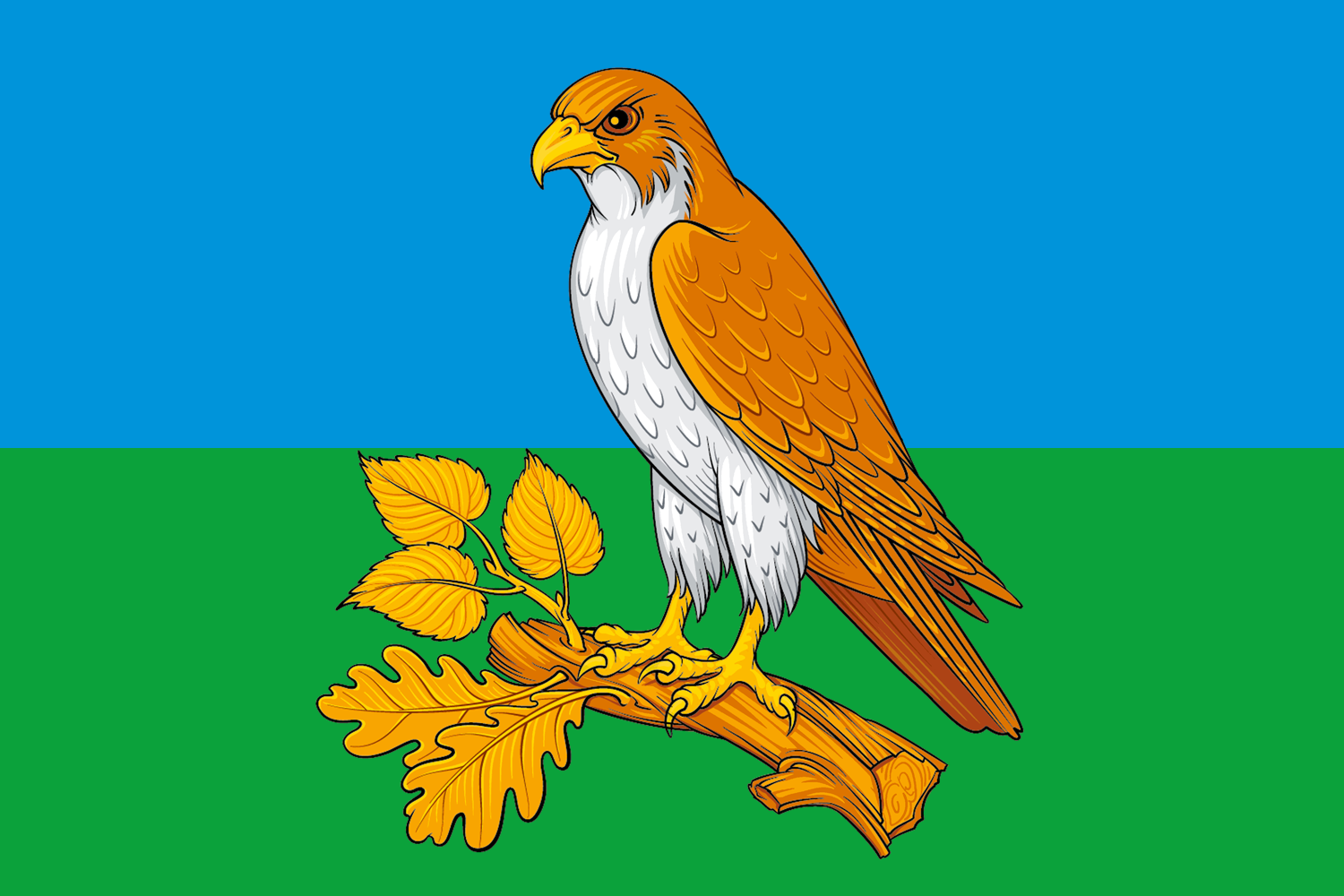
Chomutovský rajón (26) Poměr stran: 2:3
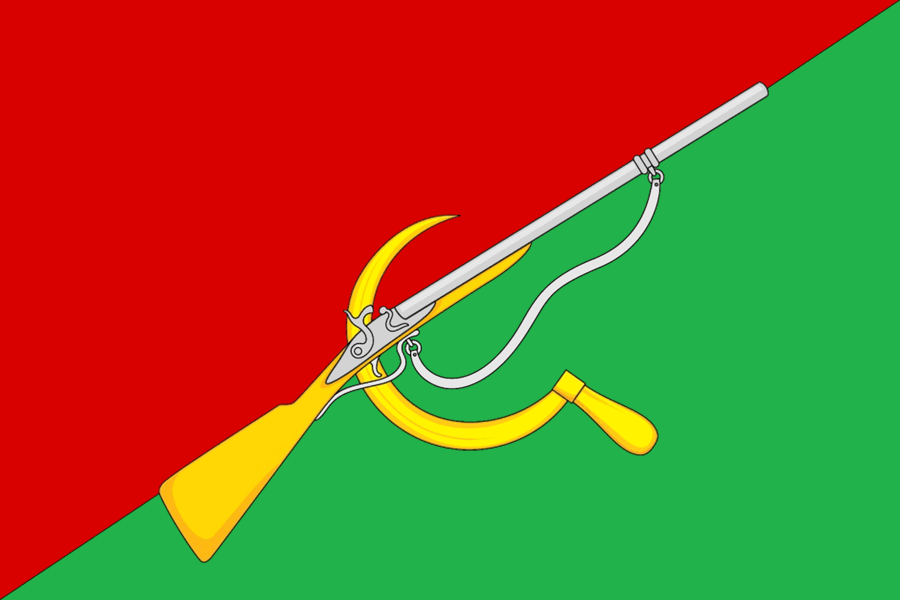
Ščigrovský rajón (28) Poměr stran: 2:3

Městské okruhy
- Kursk (11)
Poměr stran: 2:3
- Železnogorsk (6)
Poměr stran: 2:3
- Kurčatov (12)
Poměr stran: 1:2